# Derfor er jeg ikke muslim
Derfor er jeg ikke muslim (originaltitel: Why I Am Not a Muslim) er en bog af Ibn Warraq (pseudonym), i hvilken han kritiserer islam og koranen. Bogen blev udgivet (i dansk oversættelse) i 2004. Titlen refererer til Bertrand Russels bog Why I Am Not a Christian (udkommet på dansk med titlen Hvorfor jeg ikke er kristen), der på tilsvarende vis forholder sig kritisk til kristendommen.
I bogen anvender forfatteren videnskabelige argumenter for at underbygge sin tese om, at alt hvad der påstås om islam – koranen, sharia, profeten og traditionerne – hviler på et meget spinkelt grundlag. Desuden hævder han, at islamisk civilisation ikke er opstået på grund af koranen eller sharia, men på trods af dem.
Bogen anses for at være et af de mest kontroversielle islamkritiske værker, der nogensinde er skrevet, og sidestilles ofte i betydning med Salman Rushdies De Sataniske Vers. Idet apostasi ikke er tilladt inden for islam og i nogle lande straffes med døden, har forfatteren antaget et pseudonym af frygt for repressalier.
Forfatteren giver selv følgende begrundelse for at have skrevet bogen:
"Denne bog er først og fremmest et forsøg på at hævde min ret til at kritisere alt og alle inden for islam – også retten til gudsbespottelse, til at begå fejl, til at lave satire og til at latterliggøre. Både muslimer og ikke-muslimer har ret til kritisk at undersøge islams kilder, historie og dogmer. Muslimer forbeholder sig retten til kritik i deres hyppige fordømmelser af vestlig kultur – og i vendinger, der ville blive betragtet som racistiske, nykolonialistiske eller imperialistiske, hvis en europæer havde brugt dem på islam. Uden kritik vil islam uanfægtet forblive i sin dogmatiske, fanatiske og middelalderlige fæstning – forstenet i sin totalitære og intolerante fortid. Den vil fortsætte med at knægte den frie tanke, menneskerettighederne, individualismen, originaliteten og sandheden."